# Gilles Lellouche
Gilles Lellouche (Savigny-sur-Orge, 5 luglio 1972) è un attore, regista e sceneggiatore francese.

## Biografia
Nato a Savigny-sur-Orge nel 1972, è cresciuto a Fontainebleau dall'età di 8 anni. Sua madre era una cattolica di Bretagna, mentre il padre era un ebreo algerino pied-noir che aveva lavorato nel corso della vita come muratore, gioielliere e contabile. Studia recitazione al Cours Florent, ma la sua carriera d'attore inizialmente fatica a decollare. Folgorato dalla visione de L'odio (1995), decide di passare dietro alla macchina da presa dirigendo assieme al regista Tristan Aurouet un cortometraggio simile, 2 minutes 36 de bonheur, interpretato da Léa Drucker. Quel cortometraggio gli aprirà le porte della scena hip hop francese, dove dirigerà negli anni seguenti video musicali per nomi come Suprême NTM, Saïan Supa Crew e MC Solaar, ma anche per cantanti d'altro genere, come Pascal Obispo, o spot pubblicitari per associazioni benefiche come Sidaction.
Nel frattempo, la sua carriera d'attore prende il volo nei primi anni duemila, durante i quali appare in numerosi film, fino ad essere candidato al premio César per la migliore promessa maschile grazie all'interpretazione di un trentenne immaturo in Ma vie en l'air (2006), a cui fa seguire quella, anch'essa molto apprezzata, di un gangster in Nemico pubblico N. 1 - L'istinto di morte (2008). La consacrazione arriva nel 2010, all'età di 38 anni, con il ruolo dello sfrontato dongiovanni Éric in Piccole bugie tra amici, un film comico diretto dall'amico e frequente collaboratore Guillaume Canet. La pellicola gli vale una seconda candidatura ai César, come migliore attore non protagonista. Nel 2012 è protagonista assieme a Jean Dujardin del film Gli infedeli, di cui dirige anche un episodio, segnando il suo ritorno alla regia. Nel 2018 scrive e dirige la commedia sul nuoto sincronizzato 7 uomini a mollo, che si rivela il 3º film francese di maggior incasso dell'anno con oltre 4 milioni di spettatori in patria, e 39,2 milioni di dollari a livello globale.

### Vita privata
Dal 2002 al 2013 è stato legato sentimentalmente all'attrice Mélanie Doutey, con la quale ha avuto una figlia nel 2009.
Suo fratello maggiore è il conduttore televisivo Philippe Lellouche.

## Filmografia parziale

### Attore
- Mia moglie è un'attrice (Ma femme est une actrice), regia di Yvan Attal (2001)
- Mon idole, regia di Guillaume Canet (2002)
- Amami se hai coraggio (Jeux d'enfants), regia di Yann Samuell (2003)
- Anthony Zimmer, regia di Jérôme Salle (2005)
- Ma vie en l'air, regia di Rémi Bezançon (2005)
- Non dirlo a nessuno (Ne le dis à personne), regia di Guillaume Canet (2006)
- Ma vie n'est pas une comédie romantique, regia di Marc Gibaja (2007)
- Parigi (Paris), regia di Cédric Klapisch (2008)
- Le Premier Jour du reste de ta vie, regia di Rémi Bezançon (2008)
- Nemico pubblico N. 1 - L'istinto di morte (Mesrine: L'Instinct de mort), regia di Jean-François Richet (2008)
- Adèle e l'enigma del faraone (Les Aventures extraordinaires d'Adèle Blanc-Sec), regia di Luc Besson (2010)
- Piccole bugie tra amici (Les Petits Mouchoirs), regia di Guillaume Canet (2010)
- Point Blank (À bout portant), regia di Fred Cavayé (2010)
- Ma part du gâteau, regia di Cédric Klapisch (2011)
- JC comme Jésus Christ, regia di Jonathan Zaccaï (2011)
- Gli infedeli (Les Infidèles), registi vari (2012)
- Thérèse Desqueyroux, regia di Claude Miller (2012)
- È arrivato nostro figlio (100% cachemire), regia di Valérie Lemercier (2013)
- Mea culpa, regia di Fred Cavayé (2014)
- French Connection (La French), regia di Cédric Jimenez (2014)
- Belles familles, regia di Jean-Paul Rappeneau (2015)
- Sono dappertutto (Ils sont partout), regia di Yvan Attal (2016)
- Separati ma non troppo (Sous le même toit), regia di Dominique Farrugia (2017)
- Rock'n Roll, regia di Guillaume Canet (2017)
- L'uomo dal cuore di ferro (HHhH), regia di Cédric Jimenez (2017)
- C'est la vie - Prendila come viene (Le Sens de la fête), regia di Éric Toledano e Olivier Nakache (2017)
- Pupille - In mani sicure (Pupille), regia di Jeanne Herry (2018)
- Grandi bugie tra amici (Nous finirons ensemble), regia di Guillaume Canet (2019)
- BAC Nord, regia di Cédric Jimenez (2021)
- Addio, signor Haffmann (Adieu Monsieur Haffmann), regia di Fred Cavayé (2021)
- Fumare fa tossire (Fumer fait tousser), regia di Quentin Dupieux (2022)
- Asterix & Obelix - Il regno di mezzo (Astérix & Obélix: L'Empire du milieu), regia di Guillaume Canet (2023)
- Daaaaaalí!, regia di Quentin Dupieux (2023)
- Leurs enfants après eux, regia di Ludovic e Zoran Boukherma (2024)

### Regista e sceneggiatore
- 2 minutes 36 de bonheur – cortometraggio (1996)
- Narco (2004)
- Las Vegas, episodio de Gli infedeli (Les Infidèles) (2012)
- 7 uomini a mollo (Le Grand Bain) (2018)
- L'amore che non muore (L'Amour ouf) (2024)

## Riconoscimenti
- Premi César
  - 2006 – Candidatura alla migliore promessa maschile per Ma vie en l'air
  - 2011 – Candidatura al migliore attore non protagonista per Piccole bugie tra amici
  - 2018 – Candidatura al migliore attore non protagonista per C'est la vie - Prendila come viene
  - 2019 – Candidatura al migliore attore per In mani sicure - Pupille
  - 2019 – Candidatura al miglior regista per 7 uomini a mollo
  - 2019 – Candidatura alla migliore sceneggiatura originale per 7 uomini a mollo
  - 2022 – Candidatura al migliore attore per BAC Nord
  - 2025 – Candidatura al miglior regista per L'amore che non muore
- Festival di Cannes
  - 2024 – In concorso per la Palma d'oro con L'amore che non muore
- Premio Magritte
  - 2025 - Premio onorario

## Doppiatori italiani
Nelle versioni in italiano dei suoi film, Gilles Lellouche è stato doppiato da:
- Fabio Boccanera in Non dirlo a nessuno, Parigi, Separati ma non troppo
- Massimo Bitossi in C'est la vie - Prendila come viene, BAC Nord
- Angelo Maggi in Nemico pubblico N. 1 - L'istinto di morte, Adèle e l'enigma del faraone
- Franco Mannella in Grandi bugie tra amici, Paris Pigalle
- Stefano Benassi in È arrivato nostro figlio
- Massimo De Ambrosis in Piccole bugie tra amici
- Pino Insegno ne Gli infedeli
- Paolo Marchese in French Connection
- Simone Mori in Asterix & Obelix - Il regno di mezzo
- Alessio Cigliano in Addio, signor Haffmann
- Roberto Pedicini in Point Blank
- Andrea Ward in Sono dappertutto